# Albin Starc
Albin Starc (Hrvatska, 20. prosinca 1916. – Pančevo, Srbija, 21. listopada 2011.), hrvatski zračni as slovenskih korijena. Ukupno ima 11 potvrđenih i 1 nepotvrđenu pobjedu.

## Životopis
Rođen na otoku Susku, završio je Pilotsku školu u Pančevu 1939. godine i postao zračni pilot u Kraljevini Jugoslaviji. Drugi svjetski rat zatekao ga je u punoj mladosti. Nakon kapitulacije Kraljevine Jugoslavije pridružuje se NDH. Zajedno sa skupinom hrvatskih pilota biva poslan na Istočno bojište, u Staljingrad, u sastavu Hrvatske zrakoplovne legije (Kroaten-Staffeln 15./JG52). Prvi zrakoplov (Polikarpov I-16) je oborio u studenom 1941. Do kraja 1942. oborio ih je ukupno 9 od čega će mu poslije biti priznate još dva. U svibnju 1943. prebjegao je Crvenoj armiji, gdje je obučavan kao partizanski pilot. Po povratku u Jugoslaviju bio je postavljen za komandanta 101. školskog puka. Narednih nekoliko godina Albin Starc uspješno je obrazovao nove generacije pilota. Starc bio prvi jugoslavenski pilot koji je pilotirao mlaznim avionom. Umirovljen je 1963., a umro je u Pančevu 2011.